# Jens Fink-Jensen
Jens Fink-Jensen (Copenaghen, 19 dicembre 1956) è un poeta, scrittore, fotografo, compositore e architetto danese.

## Biografia
Jens Fink-Jensen debutta come scrittore il 4 giugno 1975, quando il suo racconto Juni 1995 (Giugno 1995) viene pubblicato sul quotidiano Information. La sua prima opera in poesia, invece, risale al maggio 1976, quando quattro liriche compaiono nel n. 76/1 della rivista letteraria Hvedekorn. La sua prima raccolta di poesie, intitolata Verden i et øje (Il mondo in un occhio), esce il 19 ottobre 1981 e la prima opera in prosa, una raccolta di racconti intitolata Bæsterne (Bestie), il 5 giugno 1986. Il 18 marzo 1994 vede la luce il primo volume per l'infanzia, Jonas og konkylien (Jonas e la conchiglia).
Jens Fink-Jensen si diploma in lingue moderne al convitto di Herlufsholm nel 1976; poi onora il servizio militare come sottufficiale della Guardia Reale. Si laurea in architettura all'Accademia Reale di Belle Arti di Copenaghen, Facoltà di Architettura, nel 1986 e si specializza in design multimediale nella stessa accademia nel 1997.
Membro del Circolo Originale dei Poeti degli Anni Ottanta, nato attorno a Poul Borum, editore della rivista letteraria Hvedekorn, Jens Fink-Jensen, in collaborazione con il collega Michael Strunge e altri, organizza la manifestazione generazionale NÅ!!80 a Copenaghen nel 1980.

## Spettacoli
Jens Fink-Jensen presenta uno spettacolo multimediale che unisce letture di poesie con musica (sintetizzatore e sassofono) e diapositive in diverse situazioni, dai festival musicali e letterari alle assemblee scolastiche, alle presentazioni nelle biblioteche.

## Mostre
Jens Fink-Jensen ha tenuto mostre fotografiche personali in Danimarca, Norvegia e Svezia.
- Beijing Ansigt (Immagini di Pechino), con ritratti di persone e luoghi della capitale cinese, è stata distribuita da Amnesty International.
- Sydens Skibe (Navi del Sud), è una raccolta di immagini di pescherecci e di pescatori del Mediterraneo, della costa atlantica europea e del Marocco.
- Ordbilleder (Immagini di parole) è una mostra di poesia e di fotografia.
- Øje på verden - om bøgernes råstof (Sguardo sul mondo - sulla sostanza dei libri) è una mostra-spettacolo di musica e diapositive.

## Pubblicazioni
- Verden i et øje (Il mondo in un occhio), poesia, 1981
- Sorgrejser (Viaggi nel dolore), poesia, 1982
- Dans under galgen (Danza sotto il patibolo), poesia, 1983
- Bæsterne (Bestie), racconti, 1986
- Nær afstanden (Vicino alla distanza), poesia, 1988
- Jonas og konkylien (Jonas e la conchiglia), libro per bambini, 1994 (illustrazioni di Mads Stage).
- Forvandlingshavet (Il mare del cambiamento), poesia, 1995
- Jonas og himmelteltet (Jonas e la tenda del cielo), libro per bambini, 1998 (illustrazioni di Mads Stage).
- Alt er en åbning (Tutto è un inizio), poesia, 2002
- Syd for mit hjerte. 100 udvalgte kærlighedsdigte (A Sud del mio cuore. 100 poesie d'amore scelte), poesia, 2005

Nel 1980 viene tradotta in arabo da Jamal Jumas la raccolta di poesie Nær afstanden, per i tipi di Alwah, Madrid. Alcune poesie di questa raccolta sono pubblicate anche dal quotidiano Al-Quds Al-Arabi (Londra 1996) e sulla rivista letteraria Nizwah (Sultanato di Oman 1999).